# 루벤 야녜스
올란도 루벤 야녜스 알라바르트(스페인어: Orlando Rubén Yáñez Alabart 1993년 10월 12일, 카탈루냐 지방 블라네스 ~)는 흔히 루벤 야녜스(스페인어: Rubén Yáñez)로 알려진 스페인의 축구 선수로, 말라가 CF의 골키퍼이다.

## 클럽 경력
야녜스는 카탈루냐 지방 지로나 주 블라네스 출신이다. 2010년, 17세의 나이에 그는 인근의 지로나에서 레알 마드리드의 유소년 아카데미에 합류했다. 그는 2012-13|2012-13 시즌에 성인 무대 신고식을 치렀는데, 세군다 디비시온 B에 속한 레알 마드리드 C의 경기에 26번 출전했다. 2013년 7월, 야녜스는 세군다 디비시온에 속한 레알 마드리드 B로 승진했다.
2013년 9월 8일, 야녜스는 0-1로 패한 미란데스와의 안방 경기에서 첫 프로 경기를 치렀다. 시즌 기간 동안 페르난도 파체코의 후보로 활약한 그는, 4경기에 출전했고, 끝에 강등의 쓴맛도 보았다.
파체코가 1군으로 승격되면서, 야녜스는 2014-15 시즌에 논란의 여지 없는 주전으로 활약하며 30경기에 나섰다. 2015년 8월 5일, 그는 라파엘 베니테스 감독의 부름을 받아 1군 선수진에 합류했고, 나흘 후에 볼라렌가와의 친선경기에 키코 카시야와 막판 교체되어 들어가 첫 경기를 치렀다.
그는 UEFA 챔피언스리그 2015-16을 우승한 선수단의 세 번째 수문장이었다.

## 수상
레알 마드리드
- UEFA 챔피언스리그: 2015–16
- UEFA 슈퍼컵: 2016